# بيتر وولف
بيتر وولف (بالإنجليزية: Peter Woulfe، وبالأيرلندية: Peadar de Bhulbh) ـ (1727 ـ 1803) هو كيميائي وعالم معادن أيرلندي. كان أول من اكتشف أن فولفراميت قد يكون محتويًا على عنصر كيميائي لم يُكتشف بعد (تبين لاحقًا أنه عنصر التنجستن. حصل على وسام كوبلي سنة 1768.